# 查爾斯·丁波
查爾斯·丁波（Charles Mills Tiebout） (1924年–1968年1月16日) 是美國經濟學家和地理學家，最知名的成就是以腳投票模型，這表明搭便車問題實際上有非政治性的解決方案。
他於1950年畢業於衛斯理大學，並於1957年在密歇根大學獲得了經濟學博士學位。他是華盛頓大學的經濟學和地理學教授。

## 著作
- ———. . Journal of Political Economy. 1956, 64 (5): 416–424.
- ———. . Journal of Political Economy. 1956, 64 (2): 160–164.
- ———. . Journal of Regional Science. 1960, 2 (1): 75.
- ———. . . Princeton Univ. Press. 1961: 79–96.
- ———; Hansen, W. L. . Review of Economics and Statistics. 1963, 45 (4): 409–418.